# Estadio Polideportivo Sur
Das Estadio Polideportivo Sur ist ein Fußballstadion in der kolumbianischen Stadt Envigado. Es bietet Platz für 14.000 Zuschauer und dient dem kolumbianischen Erstligisten Envigado FC als Heimstätte.

## Geschichte
| Estadio Polideportivo Sur |

| Lokalisierung von Antioquia in Kolumbien |

Das Estadio Polideportivo Sur wurde 1976/77 erbaut und 1992 wegen des Aufstiegs von Envigado FC in die erste Liga so weit erweitert, dass es den Ansprüchen einer Erstligamannschaft entspricht. Allerdings wurde erst 1997 eine ausreichende Lichtanlage errichtet. Eine umfassende Modernisierung erfolgte 2009 vor den Südamerikaspielen 2010 in Medellín, bei denen einige Wettbewerbe im Stadion in Envigado ausgetragen wurden.